# منطقه اوماهکه
منطقه اوماهکه (به لاتین: Omaheke Region) یکی از منطقه‌های نامیبیا است که در شرق این کشور واقع شده‌است. منطقه اوماهکه ۸۴٬۹۸۱ کیلومتر مربع مساحت و ۷۰٬۸۰۰ نفر جمعیت دارد.